# Moqueur des Galápagos
Mimus parvulus
Espèce
Statut de conservation UICN

 LC  : Préoccupation mineure
Le Moqueur des Galápagos (Mimus parvulus) est une espèce de passereaux de la famille des Mimidés originaire des îles Galápagos. Le moqueur des Galapagos vit en groupes de 20 à 24 oiseaux.

## Description
Cet oiseau mesure de 25 à 26 centimètres de longueur. Les mâles pèsent 56 grammes en moyenne et les femelles  51 grammes. Cette espèce a les parties supérieures brun-gris et des stries brun foncé sur le dos. Les rémiges et la queue sont brun foncé et les parties inférieures blanchâtre avec un collier blanc dans le cou. La tête est brun noirâtre. Le bec est court et courbé vers le bas. La couleur des yeux varie entre le brun, roux, vert, jaune. La femelle est légèrement plus petite mais similaire au mâle.

## Habitat
Le moqueur des Galápagos vit principalement dans les plaines arides avec des arbustes côtiers, des cactus, des broussailles et des plantes grimpantes mais aussi dans les forêts plus humides et les mangroves.

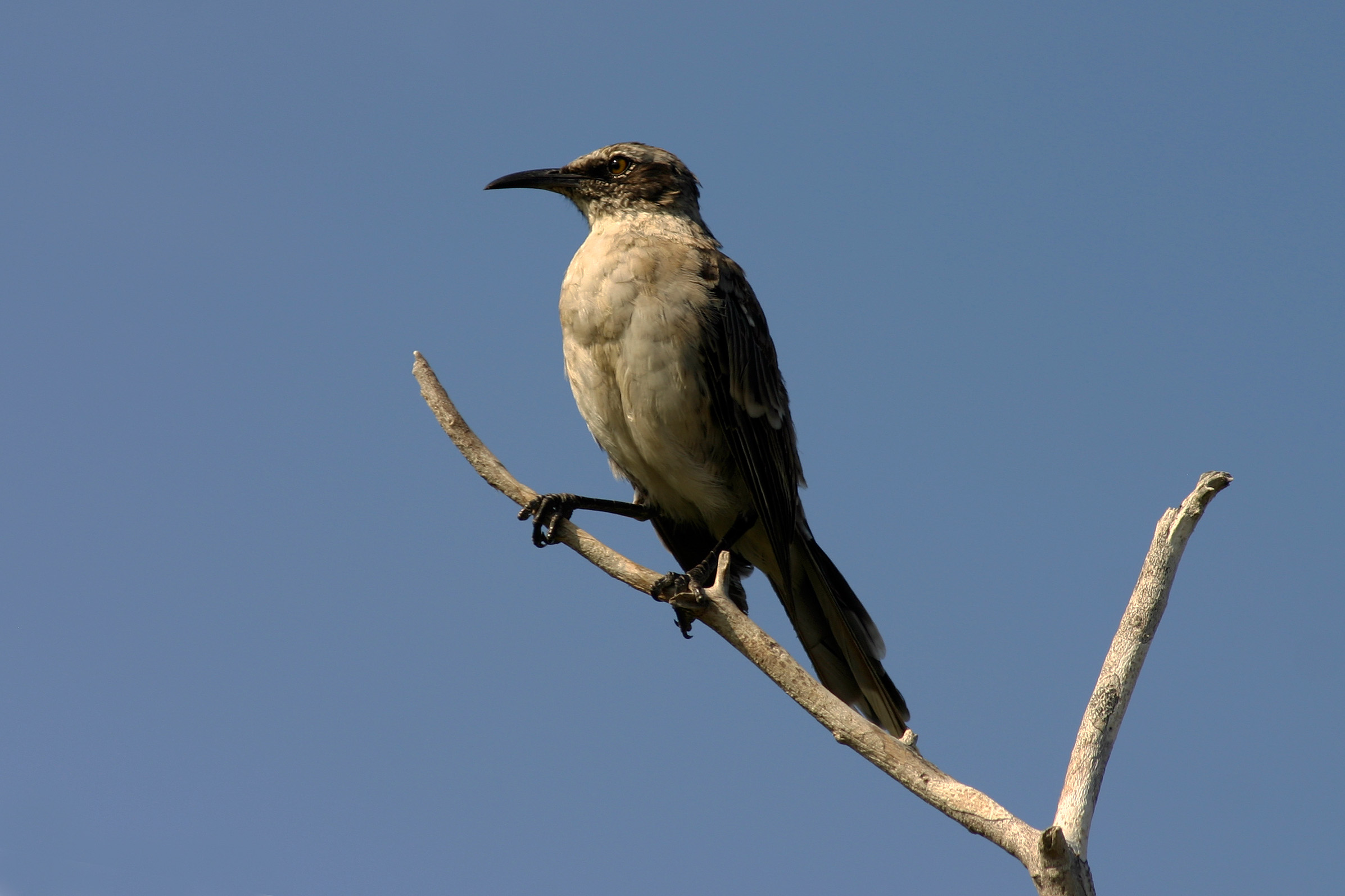
Un moqueur des Galapagos perché sur une branche

## Alimentation
Le moqueur des Galápagos est omnivore. Il se nourrit principalement d'arthropodes (chenilles, orthoptères, centipèdes...). Il se nourrit aussi de fruits, de nectar, d'œufs non surveillés ou de petits lézards.